# 京都市営バス洛西営業所
京都市営バス洛西営業所（きょうとしえいバスらくさいえいぎょうしょ）は、京都市西京区大枝東新林町にある京都市営バスの営業所。
京都市営バスの中では一番新しい営業所で、西京区・右京区の路線を中心に運行している。現在は全系統の運行と整備を近鉄バスに委託している。
操車業務は、桂坂操車場（最寄停留所は桂坂中央）、三哲操車場（最寄停留所は下京区総合庁舎前）でも行なっている。

## 沿革
- 1979年5月21日 - 開設する。
- 1981年5月29日 - 特69号、特西2号、西3号、特西3号系統を新設する。33甲号系統を西1号系統に、34号系統を西2号系統に、63号系統を(旧)西4号系統に変更する。
- 1982年9月1日 - (旧)特西4号系統を新設する。
- 1983年11月1日 - 環西2号系統を新設する。(旧)特西4号系統を廃止する。
- 1986年
  - 3月30日 - 91系統が梅津営業所から移管される。
  - 10月25日 - 西5号、特西5号系統を新設する。環西2号系統を廃止する。
- 1987年11月1日 - (旧)西4号系統を廃止する。臨西2号系統を新設する。
- 1994年3月30日 - 西6号系統を新設する。
- 1997年
  - 6月4日 - 91号系統を梅津営業所に移管する。
  - 10月12日 - 特69号系統を廃止する。
- 1999年3月22日 - 西7号系統を新設する。
- 2001年3月22日 - 28号、91号系統が梅津営業所から移管される。
- 2003年3月16日 - 西4号系統を新設する。
- 2004年3月20日 - 西7号系統を廃止する。西8系統を新設する。路線の約60%の運行を近鉄バスに、他の路線の運行を阪急バスに委託する[1]。車両整備業務は一括して近鉄バスに委託することとなる[1]。
  - 近鉄バス委託 - 29号、33号、特33号、73号、西1号、西2号、臨西2号、西3号、特西3号、西4号、西5号、臨西5号、西6号、西8号系統
  - 阪急バス委託 - 28号、69号、91号、特南1号系統
- 2006年3月11日 - 特西5号系統を廃止する。
- 2008年1月16日 - 70号系統を新設する。
- 2014年
  - 3月22日 - 四条河原町ショッピングライナー、MN特西3号系統を新設する。42号系統が横大路営業所（阪急バス）から、78号系統が横大路営業所（西日本JRバス）から移管される。委託先を近鉄バスに一本化する。69号系統を横大路営業所（阪急バス）に移管する。嵐山地区が均一区間に編入されることに伴い、28号、91号系統が均一系統になる。
  - 10月10日 - 特西4号系統を新設する。
- 2016年3月19日 - 四条河原町ショッピングライナーを急行104号系統に変更する。特南1号系統を横大路営業所（阪急バス）に移管する。
- 2020年3月20日 - 急行104号系統を廃止する。
- 2022年3月19日 - 58号系統が横大路営業所（阪急バス）から移管される。78号系統を錦林出張所（京都バス）に移管する。MN特西3号系統を廃止する。
- 2024年6月1日 - EX101号、特西5号、西9系統が新設される。特西2号、臨西2号、臨西5号が廃止される。73号系統が23号系統に変更される。臨206号系統が106号系統に変更された上で洛西営業所担当となる。78号系統が錦林出張所（京都バス）から移管される[2]。

## 担当系統
- 1979年5月 - 1981年5月：23、29、33、33甲、34、63、69、73、80、93
- 1981年5月 - 1982年9月：29、33、69、特69、73、特南1、西1、西2、西3、特西3、西4
- 1982年9月 - 1983年11月：29、33、69、特69、73、特南1、西1、西2、西3、特西3、西4、特西4
- 1983年11月 - 1986年3月：29、33、69、特69、73、特南1、西1、西2、環西2、西3、特西3、西4
- 1986年3月 - 1986年10月：29、33、69、特69、73、91、特南1、西1、西2、環西2、西3、特西3、西4
- 1986年10月 - 1987年11月：29、33、69、特69、73、91、特南1、西1、西2、西3、特西3、西4、西5、特西5
- 1987年11月 - 1990年5月：29、33、69、特69、73、91、特南1、西1、西2、臨西2、西3、特西3、西5、特西5
- 1990年5月 - 1994年3月：29、33、69、特69、73、91、特南1、西1、西2、臨西2、西3、特西3、西5、特西5、臨西5
- 1994年3月 - 1995年1月：29、33、69、特69、73、91、特南1、西1、西2、臨西2、西3、特西3、西5、特西5、臨西5、西6
- 1995年1月 - 1997年6月：29、33、特33、69、特69、73、91、特南1、西1、西2、臨西2、西3、特西3、西5、特西5、臨西5、西6
- 1997年6月 - 1997年10月：29、33、特33、69、特69、73、特南1、西1、西2、臨西2、西3、特西3、西5、特西5、臨西5、西6
- 1997年10月 - 1999年3月：29、33、特33、69、73、特南1、西1、西2、臨西2、西3、特西3、西5、特西5、臨西5、西6
- 1999年3月 - 2001年3月：29、33、特33、69、73、特南1、西1、西2、臨西2、西3、特西3、西5、特西5、臨西5、西6、西7
- 2001年3月 - 2003年3月：28、29、33、特33、69、73、91、特南1、西1、西2、臨西2、西3、特西3、西5、特西5、臨西5、西6、西7
- 2003年3月 - 2004年3月：28、29、33、特33、69、73、91、特南1、西1、西2、臨西2、西3、特西3、西4、西5、特西5、臨西5、西6、西7
- 2004年3月 - 2006年3月
  - 阪急バス委託：28、69、91、特南1
  - 近鉄バス委託：29、33、特33、73、西1、西2、臨西2、西3、特西3、西4、西5、特西5、臨西5、西6、西8
- 2006年3月 - 2008年1月
  - 阪急バス委託：28、69、91、特南1
  - 近鉄バス委託：29、33、特33、73、西1、西2、臨西2、西3、特西3、西4、西5、臨西5、西6、西8
- 2008年1月 - 2014年3月
  - 阪急バス委託：28、69、91、特南1
  - 近鉄バス委託：29、33、特33、70、73、西1、西2、臨西2、西3、特西3、西4、西5、臨西5、西6、西8
- 2014年3月 - 2014年10月：28、29、33、特33、42、70、73、78、91、特南1、西1、西2、臨西2、西3、特西3、MN特西3、西4、西5、臨西5、西6、西8、四条河原町ショッピングライナー
- 2014年10月 - 2016年3月：28、29、33、特33、42、70、73、78、91、特南1、西1、西2、臨西2、西3、特西3、MN特西3、西4、特西4、西5、臨西5、西6、西8、四条河原町ショッピングライナー
- 2016年3月 - 2020年3月：28、29、33、特33、42、70、73、78、91、急行104、西1、西2、臨西2、西3、特西3、MN特西3、西4、特西4、西5、臨西5、西6、西8
- 2020年3月 - 2022年3月：28、29、33、特33、42、70、73、78、91、西1、西2、臨西2、西3、特西3、MN特西3、西4、特西4、西5、臨西5、西6、西8
- 2022年3月 - ：28、29、33、特33、42、58、70、73、91、西1、西2、臨西2、西3、特西3、西4、特西4、西5、臨西5、西6、西8
- 2024年6月 - ：23、28、29、33、特33、42、70、78、91、EX101、西1、西2、西3、特西3、西4、特西4、西5、特西5、西6、西8、西9、特南1

## 現行路線

### 23号系統
経路
- 23号：洛西バスターミナル - 新林公団住宅前 - 国道沓掛口 - 千代原口 - 西京極 - 烏丸五条 - 京都駅前

概要
23号系統は、33号系統と同様に、洛西ニュータウンと京都駅を、五条通（国道9号）を通って結ぶ路線である。路線名は桂国道線である。国道を経由するため、下京区、右京区、西京区の各地区の中心部から離れた場所を通ることが多い。競合路線として京阪京都交通のバスも運転されており、こちらは西大路五条 - 京都駅間は急行バス扱いとなる。
2024年6月までは73号系統と称されていたが、同じく京都駅前発着の京都バス73系統と番号が重複して混乱を招いていたため、23号系統に変更された。
鉄道とは、京都駅で地下鉄烏丸線、JR西日本各線、近鉄京都線と接続する以外では、JR嵯峨野線（丹波口駅；最寄り停留所は京都リサーチパーク前）と接続している。
沿革
- 1965年11月
  - 73号系統を新設する。新設時の経路は、四条烏丸市バスセンター（ → 四条堀川 → ／ ← 烏丸五条 ← ）堀川五条 - 西京極 - 千代原口 - 大枝沓掛である。
  - 73甲号系統を新設する。新設時の経路は、四条烏丸市バスセンター（ → 四条堀川 → ／ ← 烏丸五条 ← ）堀川五条 - 西京極である。
- 1968年
  - 3月：73甲号系統は西京極 - 千代原口を延長する。
  - 6月：73号系統は大枝沓掛 - 西山橋を延長する。
- 1970年
  - 10月：73甲号系統は千代原口 - 桂病院前を延長する。
  - 12月：73・73甲号系統の四条烏丸市バスセンター（ → 四条堀川 → ／ ← 烏丸五条 ← ）堀川五条を、三哲（現：下京区総合庁舎前）- 京都駅前 - 烏丸五条 - 堀川五条に変更する。
- 1978年10月：73・73甲号系統の三哲 - 京都駅前を廃止する。73号系統の西山橋 - 国道塚原を、新林公団住宅前 - 新林センター前 - （国道沓掛口） - 国道塚原に変更する。73号系統は起終点を変更する。
- 1981年5月：73号系統は洛西操車場前（現：洛西バスターミナル）- 新林公団住宅前を延長する。73甲号系統を廃止する。
- 1986年10月：国道沓掛口に停車する。
- 2024年6月：系統番号を23号系統に変更する。

停留所およびダイヤ
平日の朝夕を除き、20 - 30分間隔で運行している。参考までに、並走する京阪京都交通は、京都駅前 - 国道三ノ宮間で、21,21A系統が60分間隔で運行している。
運賃
運賃は、西京極以東は均一区間内で230円、それ以外の区間は距離に応じて異なる。なお、京都駅前 - 国道三ノ宮において、京都市営バス、京阪京都交通の定期券・バス回数カードなどの共通化は行っていない。市バス・京都バス一日乗車券カードも京阪京都交通乗車時は使用できない（回数券は共通である）。

### 28号系統
経路
- 28号：京都駅前 - 七条堀川 - 四条堀川 - 西大路四条 - 松尾大社前 - 嵐山公園 - 大覚寺

概要
28号系統は、京都駅から堀川通、四条通、右京区西院地区・梅津地区、西京区嵐山地区を経由して、右京区嵯峨地区にある大覚寺を結ぶ路線である。路線名は北嵯峨線である。土休日ダイヤの大覚寺発は長辻通の交通規制により嵐山高架橋を経由するため、嵐山の中心部を通らない。
沿革（38号系統含む）
- 1956年8月：28号系統を新設する。新設時の経路は、西洞院塩小路（現：下京区総合庁舎前）- 京都駅前 - 烏丸七条 - 七条堀川 - 四条堀川 - 松尾大社前 - 嵐山である。

担当は八条営業所。
- 1957年
  - 2月：嵐山 - 大覚寺前（現：小渕町）- 山越 - 宇多野療養所前（現：宇多野病院前）を延長する。旧28号系統の経路を28甲号系統とする。
  - 5月：28甲号系統を38号系統に系統番号を変更する。
- 1960年12月：38甲号系統を新設する。新設時の経路は、三哲（現：下京区総合庁舎前）- 京都駅前 - 烏丸七条 - 七条堀川 - 四条堀川 - 松尾橋である。
- 1962年11月：28号系統の山越 - 宇多野（現：宇多野病院前）を廃止する。
- 1963年5月：28号系統の小渕町 - 山越を、小渕町 - 大覚寺に変更する。
- 1965年
  - 1月：38号系統の松尾橋 → 松尾大社前 → 嵐山間を、松尾橋 → 罧原町 → 嵐山に変更する。
  - 4月：28・38号系統の京都駅八条口 - 三哲を延長する。38甲号系統を廃止する。
  - 12月：28号系統の嵯峨校前（現：嵯峨小学校前）← 釈迦堂前（現：嵯峨釈迦堂前）← 小渕町を、新道（愛宕山鉄道廃線跡）経由に変更する。
- 1972年5月：28号系統の嵯峨校前 → 嵯峨釈迦堂前 → 小渕町を、新道経由に変更する。
- 1974年4月：28・38号系統の京都駅八条口 - 京都駅前 - 烏丸七条 - 七条堀川を、京都駅前 - 三哲 - 七条堀川に変更する。
- 1975年：梅津営業所担当の路線になる。
- 2010年3月：土曜・休日のみ嵯峨小学校前 → 嵐山天龍寺前 → 嵐山公園を、嵯峨小学校前 → 嵐山 → 嵐山公園に変更する。
- 2014年3月22日：全区間均一区間になる。同時に阪急バス委託から近鉄バス委託へ変更する。

当系統は、新設当初から京都駅と嵯峨地区を結ぶ路線であった。1974年以降、現在の経路となる。
長らく梅津営業所が運行していたが、2001年3月の改正時より現在の洛西営業所となった。
停留所およびダイヤ
昼間は20分間隔の運行である。なお、春季や秋季の繁忙期には、臨時バスが増発される。
運賃
全区間均一区間。2014年3月までは、松尾橋以東は均一運賃、それ以外の区間は距離に応じて異なっていた。なお、現在でこそ京都1日・2日乗車券は全線で利用できるが、スルッとKANSAIが導入されるまでは、均一区間外は京都バスのエリアを除き利用できなかった。28号系統は均一区間外でも京都バスと重複しているため、昔から京都1日・2日乗車券が全線で利用できた。
その他の特徴
当系統は、11号系統、93号系統と共に、ノンステップバスの導入が遅かった。これは、経路上にあるJR山陰本線（嵯峨野線）の天竜寺踏切において、ノンステップバスの通過が困難であることによる。しかし、2007年3月ごろからはノンステップバスも運行されている。これは、ノンステップバスの車高調整機能が向上したことによる。

### 29号系統
経路
- 29号：洛西バスターミナル - 東新林町 - 国道中山 - 千代原口 - 松尾大社前 - 京都外大前 - 四条烏丸

概要
29号系統は、洛西ニュータウンから西京区上桂地区・松尾地区、右京区梅津地区・西院地区、四条通を経由して、京都市内中心部（四条烏丸）を結ぶ路線である。路線名は苔寺線である。四条通界隈と洛西ニュータウンを結ぶ唯一の路線である。
沿革（旧93号系統含む）
- 1956年9月：29号系統を新設する。新設時の経路は、三条京阪南口（現：三条京阪前）（ → ／ ← 若松町 ← ）新橋 - 四条花見小路 - 松尾神社前（現：松尾大社前）- 山田別レ（現：松尾大利町）- 上桂（現：上桂西居町）である。
- 1957年
  - 1月：日新電機前 - 梅津段町 - 上桂を、日新電機前 -（旧道）- 梅津段町 -（旧道）- 上野橋 - 山田別レ - 苔寺口（現：鈴虫寺・苔寺道）に変更する。
  - 3月：日新電機前 - 上野橋 - 苔寺口を、日新電機前 - 松尾神社前 - 上桂に変更する。
  - 5月：三条京阪南口 - 四条花見小路 - 四条河原町を、三条京阪南口 - 河原町三条 - 四条河原町に変更する。上桂 - 上野橋 - 日新電機前間を延長する（双方循環）。
  - 10月：日新電機前 - 梅津段町 - 梅津石灘町を新道経由に変更する。
- 1962年9月：若松町 - 三条京阪南口を延長する。山田別レ - 上野橋 - 梅津段町を廃止する。
- 1964年1月：山田別レ - 上桂西居町を延長する。若松町 - 河原町三条 - 四条河原町を、三条京阪南口（ → ／ ← 若松町 ← ）新橋 - 四条河原町に変更する。
- 1969年1月：起終点を変更する。
- 1970年8月：上桂西居町 - 樫原別レ（現：松尾大利町）を、五条車庫前 - 西京極 - 千代原口 - 松尾大利町に変更する。
- 1972年1月：五条車庫前 - 光華学園前（現：光華女子学園前）を廃止する。
- 1973年1月：29甲号系統を新設する。新設時の経路は、光華学園前 - 西京極 - 千代原口 - 松尾大利町 - 松尾大社前 - 四条大宮である。
- 1977年
  - 4月
    - 29・29甲号系統の梅津車庫前（現：京都外大前）- 西院西田町（現：葛野大路高辻）- 光華学園前を延長する。
    - 29甲号系統は四条大宮 - 四条烏丸を延長する。
    - 93号系統を新設する。新設時の経路は、新林センター前 - 新林公団住宅前 - 小畑川公園北口 - 国道中山 - 千代原口 - 松尾大社前 - 四条烏丸である。

  - 10月：93号系統は東新林町 - 新林センター前を延長する。
- 1979年5月
  - 29・29甲号系統の梅津車庫前 - 西京極 - 千代原口を、東新林町 - 新林公団住宅前 - 国道中山 - 千代原口に変更する。
  - 93号系統の千代原口 - 松尾大社前 - 梅津車庫前を、千代原口 - 光華学園前 - 西院西田町 - 梅津車庫前に変更する。
- 1981年5月：29甲号系統を29号系統に統合し廃止する。29号系統は洛西操車場前（現：洛西バスターミナル）- 東新林町を延長し、四条烏丸 - 三条京阪前を廃止する。93号系統を廃止する。
- 2014年3月22日：苔寺道（現：鈴虫寺・苔寺道） - 松尾橋が均一区間になる。
- 2016年3月19日：新設の西京区役所前停留所に停車する。

29号系統は、1981年以降、経路変更は行なわれていない。また、1979年の洛西営業所開設以降、29号系統は洛西営業所による運行である。
1991年12月、京都市営バスでは初めてリフト付きバスが運行された。
停留所およびダイヤ
昼間は、30 - 40分間隔で運行している。
運賃
鈴虫寺・苔寺道 - 四条烏丸は均一運賃、それ以外の区間は距離に応じて異なる。なお、現在でこそ地下鉄・バス一日（二日）券（旧・京都観光一日（二日）乗車券）は全線で利用できるが、スルッとKANSAIが導入されるまでは、均一区間外は京都バスのエリアを除き利用できなかった。29号系統は苔寺道 - 松尾大社前間で京都バスのエリアを走行するため、四条烏丸 - 苔寺道間において、昔から京都観光一日（二日）乗車券が利用できた。

### 33・特33号系統
経路

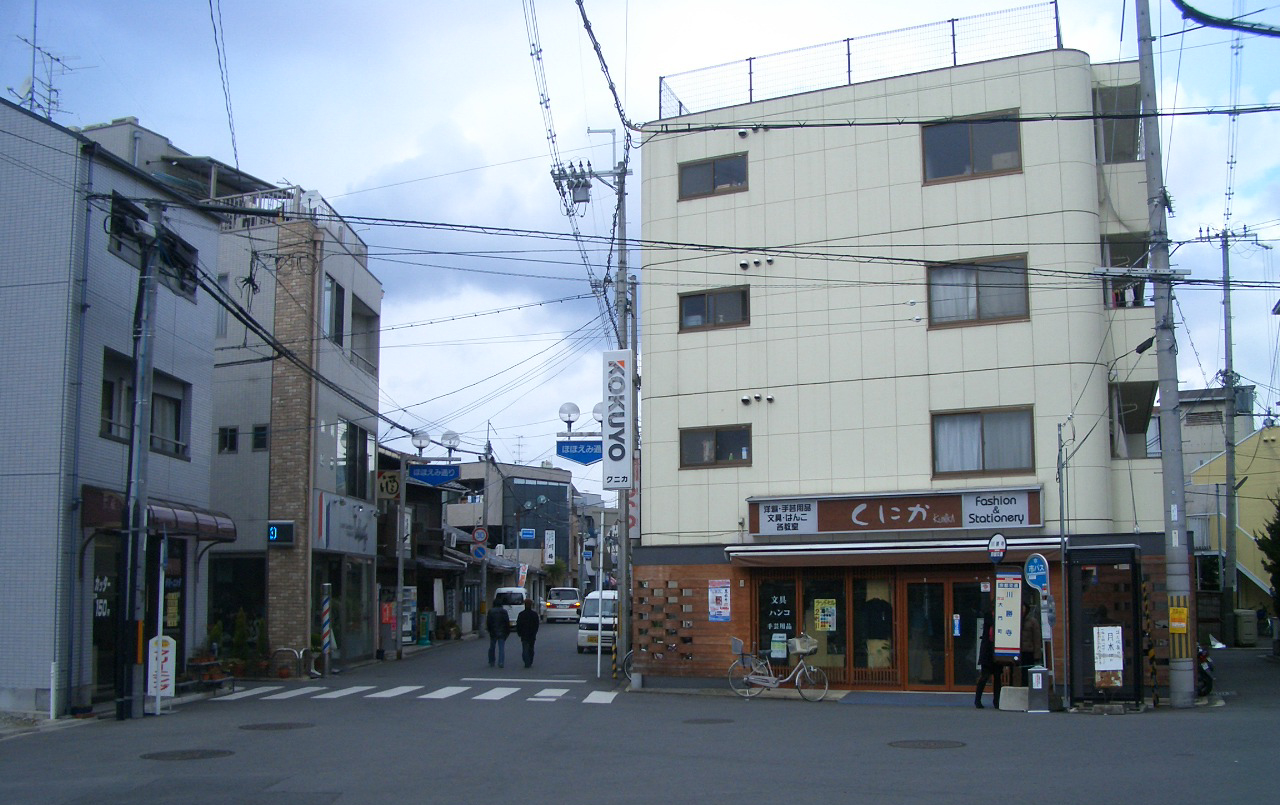
川勝寺停留所

- 33号：洛西バスターミナル - 境谷センター前 - 国道中山 - 三ノ宮 - 桂駅東口 - 西京極小学校前 - 西大路七条 - 京都駅前
- 特33号：洛西バスターミナル - 境谷センター前 - 国道中山 - 三ノ宮 - 桂駅東口 - 東側町 - 川勝寺 - 西大路七条 - 京都駅前

概要
33号系統は、洛西ニュータウン、西京区桂・川岡地区、右京区西京極地区から七条通を経由して、京都駅を結ぶ路線である。路線名は樫原線である。また、桂離宮の前を通る京都市営バス唯一の路線である。京都駅と洛西バスターミナルを結ぶ路線は本系統の他に23号系統があるが、旧山陰街道を経由するため、国道9号を経由する23号系統に比べて、距離が短いにもかかわらず、同等の所要時間がかかる。また、京都駅前 - 桂駅東口間は、京阪京都交通15,26,26B号系統・2,14,28A号系統（こちらは特33系統と同じ経路）と並走している。一部を除いてノンステップバス（中型）で運行。
沿革（旧23号系統、63号系統、旧西4号系統含む）
- 1948年10月：7号系統を新設する。新設時の経路は、西洞院塩小路（現：下京区総合庁舎前） - 京都駅前 - 烏丸七条 - 川勝寺 - 桂駅前（現：桂駅東口） - 三ノ宮である。
- 1949年6月：23号系統に系統番号を変更する。
- 1950年4月：西洞院塩小路 - 烏丸七条を、祇園 - 四条烏丸 - 烏丸七条に変更する。
- 1951年4月：三ノ宮 - 塚原を延長する。
- 1952年
  - 1月：塚原 - 沓掛を延長する。
  - 5月：四条河原町 - 四条烏丸 - 烏丸七条 - 七条大宮（現：七条大宮・京都水族館前）を、四条河原町 - 五条河原町（現：河原町五条） - 五条大宮（現：大宮五条） - 七条大宮に変更する。
  - 12月
    - 23号系統は三ノ宮 - 沓掛を廃止する。四条河原町 - 五条河原町 - 五条大宮 - 七条大宮を、四条河原町 - 四条烏丸 - 烏丸七条 - 七条大宮に変更する。
    - 23甲号系統を新設する。新設時の経路は、祇園 - 西大路四条 - 西大路七条 - 桂駅前 - 樫原 - 沓掛である。
- 1953年7月：23甲号系統の西大路四条 - 桂駅前 - 樫原を、西大路四条 - 梅津段町 - 上桂駅前 - 千代原口 - 樫原に変更する。
- 1954年1月：23乙号系統を新設する。新設時の経路は、祇園 - 四条烏丸 - 烏丸七条 - 桂駅前である。
  - 23乙号系統は廃止時期不明だが、1957年5月の系統再編成までに廃止されたと思われる。
- 1955年
  - 6月：23号系統の祇園 - 四条京阪前を、三条京阪前 - （花見小路通） - 四条京阪前に変更する。
  - 10月：23号系統の三条京阪前 - 四条京阪前 - 四条河原町を、三条京阪前 - 河原町三条 - 四条河原町に変更する。
- 1957年5月
  - 23号系統は33号系統に系統番号を変更する。
  - 23甲号系統は祇園 - 四条河原町を三条京阪前 - 河原町三条 - 四条河原町に、四条烏丸 - 梅津段町 - 上桂駅前 - 千代原口 - 樫原を四条烏丸 - 烏丸七条 - 川勝寺 - 桂駅前 - 樫原に変更する。23号系統に系統番号を変更する。
- 1958年10月：23・33号系統は若松町 - 三条京阪南口（現：三条京阪前）を延長する。
- 1960年10月：63号系統を新設する。新設時の経路は、若松町 - 三条京阪前 - 河原町三条 - 四条河原町 - 四条烏丸 - 烏丸七条 - 三ノ宮 - 中山 - 北春日町 - 灰方である。
- 1967年4月：63号系統の中山 - 北春日町を、中山 - 国道中山 - 国道沓掛 - 北春日町に変更する。
- 1969年10月：63号系統の三ノ宮 - 中山 - 国道中山を、三ノ宮 - （国道9号） - 国道中山　に変更
- 1973年1月：23・33・63号系統の若松町 - 四条烏丸を廃止する。23・33・63号系統は四条烏丸市バスセンター乗り入れを開始する。
- 1976年
  - 4月：23・33・63号系統の四条烏丸市バスセンター - 烏丸松原を、四条烏丸市バスセンター（ ← 四条烏丸 ← （綾小路通） ← ）烏丸松原に変更する。
  - 9月：33号系統は三ノ宮 - 国道中山 - 小畑川公園北口 - 新林公団住宅前 - 新林センター前を延長する。
- 1977年10月
  - 33号系統は新林センター前 - 東新林町を延長する。
  - 33甲号系統を新設する。新設時の経路は、東新林町 - 新林センター前 - 新林公団住宅前 - 小畑川公園北口 - 国道中山 - 三ノ宮 - 阪急桂駅前（現：桂駅東口）である。
- 1980年2月：33甲号系統の新林公団住宅前 - 阪急桂駅前を、新林公団住宅 - 北福西町一丁目 - 三ノ宮街道 - 野田町 - 桂駅西口に変更する。
- 1981年5月
  - 23号系統を廃止する。
  - 33号系統は洛西操車場前（現：洛西バスターミナル） - 東新林町を延長する。七条大宮 - 四条烏丸市バスセンターを、七条大宮 - 七条堀川 - 三哲（現：下京区総合庁舎前） - 京都駅前に変更する。
  - 33甲号系統は洛西操車場前 - 東新林町を延長し、西1号系統に系統番号を変更する。
  - 63号系統は桂駅東口 - 四条烏丸市バスセンターを廃止する。灰方 - 南春日町を、洛西操車場前 - 新林公団住宅前 - 境谷センター前 - 大原野小学校前 - 南春日町に変更し、西4号系統に系統番号を変更する。
- 1982年9月：特西4号系統を新設する。新設時の経路は、洛西バスターミナル - 新林公団住宅前 - 境谷センター前 - 大原野小学校前 - 南春日町 - 国道沓掛 - 沓掛 - 国道沓掛 - 国道中山 - 三ノ宮 - 桂駅東口である。
- 1983年11月：特西4号系統を廃止する。
- 1985年4月：33号系統は洛西バスターミナル - 東新林町 - 新林公団住宅前を、洛西バスターミナル - 西境谷町三丁目 - 境谷センター前 - 新林公団住宅前に変更する。
- 1987年11月：西4号系統を廃止する。
- 1988年6月：33号系統は西京極小学校前 - 川勝寺 - 桂大橋を、西京極小学校前 - 葛野大路八条 - 桂大橋に変更する。
- 1995年1月：特33号系統を新設する。新設時の経路は、洛西バスターミナル - 西境谷町三丁目 - 境谷センター前 - 新林公団住宅前 - 国道中山 - 三ノ宮 - 桂駅西口 - 桂大橋 - 川勝寺 - 大門町 - 七条堀川 - 下京区総合庁舎前 - 京都駅前である。
- 2010年5月 - 6月：東側町 -　（七条通）　- 川勝寺を、東側町 -　（天神川通）　-　（葛野西通）　- 川勝寺に変更する。
  - 葛野西通の供用開始は2010年5月28日午後3時
- 2015年3月21日：33・特33号系統が新設の梅小路公園前（現：梅小路公園・JR梅小路京都西駅前）停留所に停車する（それまでの梅小路公園前停留所は七条壬生川停留所に改称）。

1988年の経路変更は、桂大橋 - 東側町 - 川勝町 - 大門町の狭隘区間を避けるため、比較的道幅の広い桂大橋 - 葛野大路八条 - 西京極小学校前 - 大門町を経由することとしたものである。ただ、これにより西京極地区中心部を経由しなくなってしまった。そのため、1988年以前の33号系統の経路と同一（つまり東側町経由）の特33号系統を新設している。なお京阪京都交通の路線（2,14,28A系統、該当区間を走行する本数のほぼ半分）は特33号系統のルートで運転されている。
停留所およびダイヤ
33号系統、特33号系統合わせて、昼間は30分間隔に運行している。特33号系統は、1日4往復である（2007年現在）。参考までに、並走する京阪京都交通は、京都駅前 - 桂駅東口間で、2,14,15,26,26B,28A号系統合わせて10分間隔で運行している。
運賃
運賃は、桂小橋以東（特33号系統の場合は東側町以東）は均一運賃、それ以外の区間は距離に応じて異なる。なお、京都駅前 - 桂駅東口において、京都市営バス、京阪京都交通の定期券・バス回数カードなどの共通化は行っていない。バス一日券も京阪京都交通乗車時は使用できない（回数券は共通である）。

### 42号系統
経路
- 42号：京都駅前 - 東寺道 - 東寺東門前 - 南区総合庁舎前 - 市民防災センター前 - 千本十条 - 吉祥院高畑町 - 久世橋西詰 - 中久世 - 久世七本松 - JR桂川駅前 - 洛西口駅前

概要
42号系統は、京都駅前から堀川通、大宮通、国道1号、十条通を経由し、吉祥院地区を走行し、久世橋を渡り洛西口駅へ向かう全長約8.3kmの路線である。路線名は十条線である。東寺への交通手段として利用され、京都駅前 - 東寺東門前間の利用が多い。また、夕方の便は、久世橋付近をはじめとして、国道1号や国道171号の渋滞に見舞われやすい。一部便を除き、特西4号系統とセットで運用される。
京都のバス事業を考える会の答申を受け、2005年7月23日から初発・終発便はヤサカタクシーによるジャンボタクシーで運行されていたが、現在は通常の車両で運行されている。
沿革
- 1961年12月：42号系統を新設する。新設時の経路は、久世橋（現：久世橋西詰）- 吉祥院西ノ茶屋町 - 西大路九条 - 吉祥院天満宮前 - 河原町十条 - 九条河原町 - 大石橋 - 塩小路高倉 - 四条河原町 - 新橋（ → 若松町 → ／ ←（三条花見小路）← ）三条京阪南口（現：三条京阪前）である。
- 1962年8月：東土川（現：国道東土川）- 久世橋を延長する。
- 1964年4月：久世橋 - 西大路九条 - 吉祥院天満宮前を、久世橋 - 吉祥院池田町 - 吉祥院天満宮前に変更する。
- 1969年1月：東土川操車場（のちの久我操車場、1988年6月廃止）移転に伴い、東土川操車場前（現：久我石原町）- 東土川を延長する。
- 1973年1月：42甲号系統を新設する。新設時の経路は、東土川操車場前 - 久世橋 - 吉祥院池田町 - 吉祥院天満宮前 - 河原町十条 - 九条河原町 - 大石橋 - 八条竹田街道（現：京都駅八条口アバンティ前）- 京都駅八条口である。
- 1978年10月：四条河原町 - 新橋 - 三条京阪前を、四条河原町 - 河原町三条 - 三条京阪前に変更する。42甲号系統を廃止する。
- 1983年11月：久世橋東詰 - 吉祥院堂ノ後町 - 吉祥院池田町を、久世橋東詰 - 石原団地前 - 吉祥院池田町に変更する。
- 1988年6月：若松町 - 三条京阪前を延長する。吉祥院池田町 - 石原団地前 - 久世橋 - 久我操車場前を、吉祥院池田町 - 吉祥院堂ノ後町 - 久世橋（ → ／ ← 久世七本松 ← ）中久世に変更する。起終点を変更する。
- 1989年7月：若松町 - 四条河原町を、四条烏丸 - 四条河原町に変更する。七条河原町 - 塩小路高倉 - 八条竹田街道を、七条河原町 - 塩小路高倉 - 京都駅前（折返し）- 塩小路高倉 - 八条竹田街道に変更する。
- 1994年3月：特42号系統を新設する。新設時の経路は、京都駅前 - 塩小路高倉 - 大石橋 - 九条河原町 - 河原町十条 - 吉祥院天満宮前 - 吉祥院池田町 - 久世橋西詰（ → ／ ← 久世七本松 ← ）中久世である。
- 1996年3月：廃止する。
- 1997年10月：特42号系統を42号系統に系統番号を変更する。
- 2001年3月：京都駅前 - 大石橋 - 河原町十条 - 市民防災センター前を、京都駅前 - 東寺道 - 東寺東門前 - 京阪国道口 - 市民防災センター前に変更する。
- 2003年3月：久世橋（ → ／ ← 久世七本松 ← ）中久世を、久世橋西詰 - 中久世 - 久世七本松 - 洛西口駅前に変更する。
- 2005年7月：早朝・夜間便でジャンボタクシー（ヤサカタクシーに委託）による運行を開始する。
- 2007年4月：ジャンボタクシーによる運行を終了する。
- 2008年10月：久世七本松 - 高田町を、久世七本松 - JR桂川駅前 - 高田町に変更する。
- 2014年3月：横大路営業所から移管する。

停留所およびダイヤ
60分間隔での運行。
運賃
調整系統路線であり、京都駅前 - 中久世は均一運賃区間となっている。

### 70号系統
経路
- 70号：小畑川公園北口 - JR桂川駅前 - 牛ヶ瀬 - 桂高校前 - 桂駅東口 - 下桂 - 梅津段町 - 太秦天神川駅前

概要
70号系統は、右京区南西部方面と西京区桂方面を結ぶ経路である。
バス路線が未発達な地域に重点を置き、交通の利便性を図っている。また全便小型バス（日野・ポンチョ・前向きロングタイプ）で運行している。
沿革
- 2008年
  - 1月：70号系統を新設する。新設時の経路は、桂駅東口 - 下桂 - 上野橋（現：桂川小学校前） - 梅津段町 - 太秦東口 - 太秦天神川駅前である。
  - 10月：JR桂川駅前 - 北上久世 - 下津林大般若町 - 桂高校前 - 桂駅東口を延長する。
- 2012年3月14日：新設の上野橋停留所に停車する（それまでの上野橋停留所は、桂川小学校前停留所に改称）。
- 2014年3月22日：小畑川公園北口 - JR桂川駅前を延長する。

停留所およびダイヤ
平日の朝夕を除き、30分間隔で運行している。一部はJR桂川駅前 - 太秦天神川駅前間の運行。
運賃
桂川小学校前以南は均一区間外のため、距離に応じて異なる。
桂川小学校前 - 梅津段町間は69号系統と同一ルートを走行しているが、69号系統は桂駅東口から物集女、千代原口、阪急上桂駅を経由して桂川小学校前に至るのに対し、当系統は桂駅東口から桂川街道を経由して桂川小学校前に至るため、桂駅東口から桂川小学校前 - 梅津段町へ向かう、もしくはその逆の場合、69号系統に比べて距離が短く、運賃も安くなる（なお、桂駅東口停留所には同様の注意書きがされている）。

### 78号系統
経路
- 78号：京都駅前 - 京都駅八条口 - 大石橋 - 西大路九条 - 久世橋西詰 - 久世工業団地前

概要
78号系統は、京都駅から九条通を経由して南区吉祥院、久世地区を結んでいる。路線名は、九条線である。操車は三哲操車場で行なっている。
沿革
- 1965年9月：78号系統を新設する。新設時の経路は、京都駅八条口 - 大石橋 - 西大路九条 - 久世橋（現：久世橋西詰）（ → 久世殿城町 → ／ ← ）久世工業団地前である。
- 1969年10月：久世橋（ → 久世殿城町 → ／ ← ）久世工業団地前を、久世橋（ → ／ ← 久世殿城町 ← ）久世工業団地前に変更する。
- 1988年12月：特78号系統を新設する。新設時の経路は、京都駅八条口（ → 大石橋 → ／ ← 春日町（現：東寺道）← ）九条近鉄前 - 西大路九条 - 久世橋西詰（ → ／ ← 久世殿城町 ← ）久世工業団地前である。
- 1989年7月：78号系統は京都駅前 - 三哲（現：下京区総合庁舎前）- 京都駅八条口を延長する。
- 1997年10月：特78号系統を廃止する。

運行営業所については、1981年5月以前は三哲支所（現：三哲操車場）、1981年5月から1988年6月までは横大路営業所、1988年6月から2003年1月までは五条営業所、2003年1月から2003年3月までは梅津営業所、2003年3月から2014年3月は横大路営業所、2014年3月から2022年3月は洛西営業所、2022年3月以降は錦林出張所、2024年6月から再び洛西営業所と、何度も変更となっている。 なお、当系統では、1995年より、一部便にてリフト付きバスによる運行を行なっていた。
停留所およびダイヤ
平日の朝夕を除き、60分毎で運行している。

### 91号系統
経路
- 91号：四条烏丸 - 西大路四条 - 西ノ京円町 - 常盤・嵯峨野高校前 - 嵯峨瀬戸川町 - 大覚寺

概要
91号系統は、四条烏丸から新丸太町通を結ぶ路線である。利用客は比較的多い。路線名は西丸太町線である。三哲操車場で操車を行う。　東西線開通前は洛西営業所担当で、99年にリフト付バスが導入されてしばらくは梅津営業所の所轄であったが、2001年に再び洛西営業所へ移管した。
沿革（92号系統を含む）
- 1970年12月：91号系統を新設する。新設時の経路は、四条烏丸市バスセンター - 西大路四条 - 西ノ京円町 - 嵯峨瀬戸川町 - 大覚寺である。
- 1978年5月：91甲号系統を新設する。新設時の経路は、山越 - 小渕町 - 嵯峨瀬戸川町 - 西ノ京円町 - 千本丸太町 - 千本北大路 - 金閣寺道 - 金閣寺前 - 衣笠（現：立命館大学前）である。
- 1981年5月：91甲号系統を92号系統に系統番号を変更する。
- 1986年10月：92号系統は山越 - 小渕町を大覚寺 - 小渕町に、千本北大路 - 金閣寺前 - 立命館大学前を千本北大路 - 北大路バスターミナルに変更し、起終点を変更する。
- 1989年7月：91号系統は四条烏丸市バスセンター乗り入れを廃止する。
- 2001年3月：92号系統を廃止する。
- 2014年3月22日：全区間が均一運賃区間になる。同時に阪急バス委託から近鉄バス委託へ変更する。

運賃
以前は四条烏丸 - 常盤・嵯峨野高校前間が均一運賃で、常盤・嵯峨野高校前以西は均一区間外で、距離に応じて運賃が異なった。2014年3月22日から全線が均一運賃区間になった。
その他、平日ダイヤの四条烏丸方面行最終便は西大路四条までとなる。

### EX101号系統
経路
- EX101号：京都駅前 - 五条坂

概要
EX101号系統は、2024年6月1日のダイヤ改正で新設された路線で、「観光特急　楽洛 清水寺ライン」の愛称が付けられている。運賃は大人500円、小人250円である。市民利用と観光利用の棲み分けを目的とすることから、地下鉄・バス1日券、京都修学旅行 1dayチケットは使用できるが、定期券、回数券、敬老乗車証及び福祉乗車証は使用できない。

### 106号系統
経路
- 106号：京都駅前 - 烏丸七条 - 東山七条 - 祇園 - （ → 東山三条 → ／  ← 四条河原町 ← ）三条京阪前

概要
106号系統は、京都駅前と三条京阪前を東山七条・祇園経由で結ぶ路線である。2008年11月から臨206号系統あるいは臨86号系統として運行していたが、旅客案内上は「臨」系統として表示されていた。2024年6月のダイヤ改正で系統番号が106号系統に変更され、旅客案内上も同じ番号を用いるようになった。楽洛 東山ラインの愛称がつけられている。
2022年から、多客期のみ京都バス高野営業所と共同運行している。
沿革（臨206号・臨86号系統を含む）
- 2008年11月：
  - 臨206三京号系統を「楽洛東山ライン」として行楽シーズンに毎日運行する。運行開始時の経路は、京都駅前 - 烏丸七条 - 東山七条 - 祇園（ → 東山三条 → ／ ← 四条京阪前 ← ）三条京阪前である。
  - 臨206三京号系統を「東山ライトアップ号」として行楽シーズンの夜間に運行する。運行開始時の経路は、京都駅前 - 烏丸七条 - 東山七条 - 祇園（ → 東山三条 → ／ ← 四条京阪前 ← ）三条京阪前である。
- 2009年3月：臨206三京号系統を「東山花灯路号」として東山花灯路開催期間に運行する。運行開始時の経路は、京都駅前 - 烏丸七条 - 東山七条 - 祇園（ → 東山三条 → ／ ← 四条京阪前 ← ）三条京阪前である。
- 2012年3月14日：臨206三京号系統は臨206号系統に系統番号を変更する。
- 2013年3月8日：臨206号系統（復路）の一部便の三条京阪前 → 四条京阪前 → 祇園を、東山三条 → 知恩院前 → 祇園に変更する。
- 2018年3月17日：三条京阪前 → （川端通） → 四条京阪前を、三条京阪前 → 四条河原町 → 四条京阪前に変更する。
- 2020年3月20日：臨206号系統は臨86号系統に系統番号を変更する。
- 2021年3月20日：臨86号系統を廃止する。
- 2022年3月19日：臨206号系統を新設する[4]。運行経路は廃止前の臨86号系統と同様で、旅客案内上は往路が「臨」系統、復路が「206｜京都駅」で運行される。
- 2024年6月1日：系統番号を106号系統に変更し、洛西営業所管轄とする[5]。

## 現行路線（ブロック系統）

### 西1号系統
経路
- 西1号：洛西バスターミナル - 東新林町 - 新林センター前 - 三ノ宮街道 - 桂駅西口

概要
西1号系統は、洛西ニュータウンの新林地区と阪急京都線桂駅を結ぶ路線である。路線名は洛西1号線である。昼間は福西地区も経由する西8号系統として運転している。一部ノンステップバスで運行。
沿革
- 1977年10月：33甲号系統を新設する。新設時の経路は、東新林町 - 新林センター前 - 新林公団住宅前 - 小畑川公園北口 - 国道中山 - 三ノ宮 - 阪急桂駅前（現：桂駅東口）である。
- 1980年2月：33甲号系統の新林公団住宅前 - 阪急桂駅前を、新林公団住宅 - 北福西町一丁目 - 三ノ宮街道 - 野田町 - 桂駅西口に変更する。
- 1981年5月：33甲号系統は洛西操車場前 - 東新林町を延長する。西1号系統に系統番号を変更する。
- 2004年3月：西8号系統の運転開始により、昼間時の運転を取り止める。

西1号系統の前身は、33甲号系統である。2004年3月に、昼間は西8号系統により運転することとなり、西1号系統は朝夕のみの運転となった。
停留所およびダイヤ
午前9時まで運行されている。それ以外の時間帯は西1号系統と西3号系統を統合した西8号系統を運転している。22時以降は特西3号系統を運転している。
運賃
全区間均一区間外である。そのため、距離に応じて運賃が異なる。

### 西2号系統
経路
- 西2号：（西4号） - 洛西バスターミナル - 西竹の里町 - 境谷大橋 - 三ノ宮街道 - 桂駅西口

概要
西2号系統は、洛西ニュータウンの竹の里地区・境谷地区と阪急京都線桂駅を結ぶ路線である。かつては、一部右京の里（特西2号系統（方向幕は西2と表示））、南春日町（臨西2号系統）経由の便も存在した。路線名は洛西2号線である。
沿革
- 1979年5月：34号系統を新設する。新設時の経路は、西竹の里町 - 新林公団住宅前 - 北福西町一丁目 - 国道中山 - 三ノ宮 - 川島町 - 阪急桂駅前（現：桂駅東口）である。
- 1979年12月：北福西町一丁目 - 三ノ宮 - 阪急桂駅前を、北福西町一丁目 - 三ノ宮街道 - 野田町 - 阪急桂駅前に変更する。
- 1980年2月：野田町 - 阪急桂駅前を、野田町 - 桂駅西口に変更する。
- 1981年5月
  - 34号系統は洛西操車場前（現：洛西バスターミナル）- 西竹の里町を延長する。西2号系統に系統番号を変更する。
  - 特西2号系統を新設する。新設時の経路は、洛西操車場前 - 境谷小学校南分校前（現：竹の里小学校前）（ → 南福西町三丁目 → 勝山町 → ／ ← 勝山町 ← 南福西町三丁目 ← ）東竹の里町 - 西竹の里町 - 新林公団住宅前 - 北福西町一丁目 - 三ノ宮街道 - 野田町 - 桂駅西口。
- 1983年11月：環西2号系統を新設する。新設時の経路は、洛西バスターミナル - 東新林町 - 新林センター前 - 西竹の里町 - 竹の里小学校前 - 洛西バスターミナルである。
- 1986年10月：環西2号系統を廃止する。
- 1987年11月：臨西2号系統を新設する。新設時の経路は、洛西バスターミナル - 西竹の里町 - 南春日町 - 境谷センター前 - 新林公団住宅前 - 北福西町一丁目 - 三ノ宮街道 - 野田町 - 桂駅西口。
- 2012年3月14日：特西2号系統が新設の上里小学校前停留所に停車する。
- 2024年6月1日：特西2号、臨西2号系統を廃止し、両路線の経路を統合した西9号系統を新設する。一部便で西4号との連続運行を開始[2]。

停留所およびダイヤ
昼間は15分間隔（1時間あたり4本）で運転している。
運賃
全区間均一区間外である。そのため、距離に応じて運賃が異なる。なお、臨西2号系統および右京の里経由便については、桂駅西口-洛西バスターミナル間全線を乗車するよりも、桂駅西口-南春日町間または桂駅西口-右京の里間を乗車する方が、運賃が高かった。2015年現在、桂駅西口-洛西バスターミナル間が240円（西1、西3、西8の各系統と同一）、桂駅西口-南春日町間が410円。桂駅西口-右京の里間が250円であった。

### 西3・特西3号系統
経路
- 西3号：（特西4号） - 洛西バスターミナル - 中央公園南口 - 南福西町二丁目 - 三ノ宮街道 - 桂駅西口
- 特西3号：桂駅西口 → 三ノ宮街道 → 北福西町 → 南福西町三丁目 → 西竹の里町 → 新林公団住宅前 → 東新林町 → 新林池公園 → 新林公団住宅前 → 洛西バスターミナル
- 特西3A号：桂駅西口 → 三ノ宮街道 → 北福西町 → 南福西町三丁目 → 西竹の里町 → 新林公団住宅前 → 東新林町 → 新林池公園 → 新林公団住宅前 → 境谷大橋

概要
西3号系統は、洛西ニュータウン福西地区と阪急京都線桂駅を結ぶ路線である。路線名は洛西3号線である。一部ノンステップバスで運行。
特西3号系統は、深夜時間帯に桂駅西口を出発し、洛西ニュータウン福西・竹の里・境谷・新林の各地区を結んでいる。一部ノンステップバスで運転。
沿革
- 1981年5月
  - 西3号系統を新設する。新設時の経路は、洛西操車場前（現：洛西バスターミナル）- 洛西大橋 - 南福西町三丁目 - 北福西町 - 三ノ宮街道 - 野田町 - 桂駅西口である。
  - 特西3号系統を新設する。新設時の経路は、洛西操車場前 ← 新林公団住宅前 ← 新林池公園 ← 東新林町 ← 新林公団住宅前 ← 西竹の里町 ← 南福西町三丁目 ← 北福西町 ← 三ノ宮街道 ← 野田町 ← 桂駅西口である（復路のみ運行）。
- 2004年3月
  - 特西3号系統の入庫便（特西3A号系統）のみ、境谷大橋 ← 新林公団住宅前 ← 新林センター前 ←（特西3系統）← 桂駅西口に変更する。
  - 西8号系統の運転開始により、昼間時の西3号系統の運転を取り止める。
- 2014年3月22日：MN特西3号系統を新設する。新設時の経路は、境谷大橋 ← 新林公団住宅前 ← 新林池公園 ← 東新林町 ← 新林公団住宅前 ← 西竹の里町 ← 南福西町三丁目 ← 北福西町 ← 三ノ宮街道 ← 野田町 ← 桂駅西口。
- 2022年3月19日：MN特西3号系統を廃止する。
- 2024年6月1日：日中以降の運行を再開した上で、特西4号との連続運行を開始[2]。

停留所およびダイヤ
西3号系統は始発から22時までの時間帯に運行している。22時以降は特西3号系統を運転している。
運賃
全区間均一区間外である。そのため、距離に応じて運賃が異なる。

### 西4・特西4号系統
経路
- 西4号：（西2号） - 洛西バスターミナル - 境谷大橋 - 北福西町一丁目 - 洛西口駅前 - JR桂川駅前
- 特西4号：（西3号） - 洛西バスターミナル - 東新林町 - 新林センター前 - 境谷センター前 - 西竹の里町 - 南福西町 - 洛西口駅前 - JR桂川駅前

概要
西4号系統は、洛西バスターミナルとJR桂川駅を結ぶ路線である。路線名は洛西4号線である。一部ノンステップバスで運行。2008年10月18日のJR桂川駅開業に伴い、洛西口駅前 - JR桂川駅前を延伸した。
特西4号系統は、洛西バスターミナルとJR桂川駅を結ぶ路線である。JR桂川駅前のイオンモール京都桂川の開業に伴い、同駅へのバス路線を強化するため、新設された。
沿革
- 2003年3月：西4号系統を新設する。新設時の経路は、洛西バスターミナル - 竹の里小学校前 - 西竹の里町 - 新林公団住宅前 - 北福西町一丁目 - 洛西口駅前である。
- 2008年10月：洛西口駅前 - JR桂川駅前を延長する。
- 2014年10月10日：特西4号系統を新設する。新設時の経路は、洛西バスターミナル - 東新林町 - 新林センター前 - 境谷センター前 - 西竹の里町 - 南福西町 - 洛西口駅前 - JR桂川駅前。翌10月11日から運転開始。
- 2016年3月19日：特西4号系統の平日の試験運行を開始する。
- 2024年6月1日：西4号は洛西バスターミナルで西2号と、特西4号は西3号とそれぞれ連続運行するようになる[2]。

停留所およびダイヤ
西4号系統は、朝と夜に60分間隔で運転している。特西4号系統は、30分間隔で運転している。
運賃
全区間均一区間外である。そのため、距離に応じて運賃が異なる。

### 西5・特西5系統
経路
- 西5号：桂坂中央 - 峰ヶ堂町一丁目 - 桂坂小学校前 - 桂坂口 - 境谷大橋 - 三ノ宮街道 - 桂駅西口
- 特西5号：桂坂小学校 - 峰ヶ堂町三丁目 - 桂坂中央 - 洛西バスターミナル - （西6号）

概要
西5号系統は、洛西ニュータウンを経由し、桂坂地区と阪急京都線桂駅を結ぶ路線である。路線名は洛西5号線である。
沿革
- 1986年10月
  - 西5号系統を新設する。新設時の経路は、桂坂センター前 - 国道沓掛口 - 新林公団住宅前 - 北福西町一丁目 - 三ノ宮街道 - 野田町 - 桂駅西口である。
  - 特西5号系統を新設する。新設時の経路は、桂坂センター前 - 国道沓掛口 - 新林公団住宅前 - 洛西バスターミナルである。
- 1987年9月：西5・特西5号系統は、西桂坂 - 桂坂センター前を延長する。
- 1989年4月：西5・特西5号系統は、桂坂口 - 桂坂小学校前 - 西桂坂を延長する。
  - （午前）桂坂口（ → 桂坂小学校前 → ／ ← 桂坂センター前 ← ）西桂坂
  - （午後）桂坂口（ → 桂坂センター前 → ／ ← 桂坂小学校前 ← ）西桂坂
- 1990年5月
  - 西5・特西5号系統は桂坂口 - 桂坂小学校前を廃止する。大枝山町西 - 西桂坂を、大枝山町西 - ふれあいの里 - 西桂坂に変更する。
  - 臨西5号系統を新設する。新設時の経路は、桂坂小学校前→ 西桂坂 → 桂坂センター前 → 国道沓掛口 → 国道中山 → 三ノ宮街道 → 野田町 → 桂駅西口である（往路のみ運行）。
- 1999年3月：西5・特西5号・臨西5号系統は、桂坂中央 - 桂坂小学校前を延長する。
- 2001年3月：入庫便のみ、桂駅西口 →（西5号系統）→ 桂坂小学校前 → 大枝山町東 → 峰ヶ堂町三丁目に変更する（2003年3月まで）。
- 2003年3月
  - 西5・特西5号系統は桂坂中央 - 桂坂小学校前を、桂坂中央 - 峰ヶ堂町三丁目 - 桂坂小学校前に変更する。
  - 臨西5号系統を往復運転に変更する。
- 2006年3月
  - 桂坂操車場新設により、特西5号系統を廃止する。
  - 桂坂口 → 桂坂小学校前に「おりばステーション（星の坂①〜⑤番）」を設置、降車扱い開始（桂駅西口を午後9時以降に発車する便のみ）
- 2024年6月：特西5号系統を新設する。新設時の経路は、桂坂小学校 - 峰ヶ堂町三丁目 - 桂坂中央 - 洛西バスターミナル 。臨西5号系統を廃止し西5号系統に統合[2]。

停留所およびダイヤ
約30分間隔で運転している。
運賃
全区間均一区間外である。そのため、距離に応じて運賃が異なる。

### 西6号系統
経路
- 西6号：（特西5号） - 桂坂中央 - 西桂坂 - 峰ヶ堂町三丁目 - 桂御陵坂 - 京大桂キャンパス前 - 三ノ宮街道 - 桂駅西口

概要
西6号系統は、桂坂地区と阪急京都線桂駅を京大桂キャンパスを経由して結ぶ路線である。路線名は洛西6号線である。
沿革（西7号系統含む）
- 1994年3月
  - 西6号系統を新設する。新設時の経路は、東桂坂 - 峰ヶ堂町三丁目 - 国道沓掛口 - 国道中山 - 三ノ宮街道 - 野田町 - 桂駅西口である。
  - 特西6号系統を新設する。新設時の経路は、洛西バスターミナル - 新林公団住宅前 - 国道沓掛口 - 峰ヶ堂町三丁目 - 東桂坂である。
- 1996年3月：西6・特西6号系統は、桂御陵坂 - 東桂坂を延長する。
- 1999年3月
  - 西6・特西6号系統の桂御陵坂 - 峰ヶ堂町三丁目を、桂坂中央 - 花の舞公園前 - 峰ヶ堂町三丁目に変更する。
  - 西7号系統を新設する。新設時の経路は、桂御陵坂 - 東桂坂 - 峰ヶ堂町三丁目 - 国道沓掛口 - 国道中山 - 三ノ宮街道 - 野田町 - 桂駅西口である。
  - 特西7号系統を新設する。新設時の経路は、洛西バスターミナル - 新林公団住宅前 - 国道沓掛口 - 峰ヶ堂町三丁目 - 東桂坂 - 桂御陵坂である。
- 2001年3月：西6A号系統を新設する。新設時の経路は、桂御陵坂 - 東桂坂 - 花の舞公園前 - 桂坂中央 - 花の舞公園前 - 峰ヶ堂町三丁目 - 国道沓掛口 - 国道中山 - 三ノ宮街道 - 野田町 - 桂駅西口である。
- 2003年3月：桂坂中央 - 花の舞公園前 - 峰ヶ堂町三丁目 - 国道沓掛口 - 三ノ宮街道を、桂坂中央 - 桂坂小学校前 - 西桂坂 - 峰ヶ堂町三丁目 - 桂御陵坂 - 三ノ宮街道に変更する。西6A・特西6・西7・特西7号系統を廃止する。
- 2006年3月：桂坂センター前 → 桂坂小学校前に「おりばステーション（星の坂②〜⑤番）」を設置、降車扱い開始（桂駅西口を午後9時以降に発車する便のみ）

停留所およびダイヤ
約30分間隔で運転している。
運賃
全区間均一区間外である。そのため、距離に応じて運賃が異なる。

### 西8号系統
経路
- 西8号：洛西バスターミナル - 東新林町 - 新林センター前 - 中央公園南口 - 南福西町二丁目 - 三ノ宮街道 - 桂駅西口

概要
西8号系統は、新林地区を経由する西1号系統と福西地区を経由する西3号系統を統合する形で、午前9時以降に運転している。路線名は洛西8号線である。西8号系統の誕生により、新林地区では昼間の乗車機会が高くなった。
一部ノンステップバスで運転。
沿革
- 2004年3月：西8号系統を新設する。新設時の経路は、洛西バスターミナル - 東新林町 - 新林公団住宅前 - 洛西大橋 - 南福西町三丁目 - 北福西町 - 三ノ宮街道 - 野田町 - 桂駅西口。

停留所およびダイヤ
平日・土曜・休日とも、午前9時以降に30分間隔で運転している。
運賃
全区間均一区間外である。そのため、距離に応じて運賃が異なる。

### 西9号系統
経路
- 西9号：小畑川公園北口 - 洛西バスターミナル - 右京の里 - 南春日町 - 洛西バスターミナル - 洛西口駅前 - JR桂川駅前

概要
西9号系統は、臨西2号系統と特西2号系統の経路を統合して新設された路線である。ただし、右京の里・南春日町周辺は阪急バスによって東向日駅を結ぶ便が設定されている。
沿革
- 2024年6月：西9号系統を新設する。新設時の経路は、小畑川公園北口 - 洛西バスターミナル - 右京の里 - 南春日町 - 洛西バスターミナル - 洛西口駅前 - JR桂川駅前[2]。

停留所およびダイヤ
平日・土曜・休日ともに1日10回運行。
運賃
全区間均一区間外である。そのため、距離に応じて運賃が異なる。

### 特南1号系統
経路
- 特南1号：桂高校前 - 下桂 - 桂駅東口 - 川島六ノ坪町 - JR桂川駅前 - 中久世 - 久世工業団地前

概要
特南1号系統は、桂駅からJR桂川駅、久世工業団地を結ぶ路線である。久世工業団地周辺の工場への通勤輸送が主目的であるため、平日・土曜の朝夕のみ運転される。なお、南1号は横大路営業所が担当している。
長らく洛西営業所の担当であったが、2016年3月改正で横大路営業所に移管された。2024年6月ダイヤ改正で再び洛西営業所に移管された。
路線図には表記されていないが、一部の便を除き、桂高校前を始発・終着として運転している。
沿革
- 1988年6月：特南1号系統を新設する。新設時の経路は、竹田駅西口 - 竹田内畑町 - 国道赤池 - 国道東土川 - 中久世 - 中久世一丁目 - 久世七本松 - 下津林大般若町 - 桂駅東口である。下津林大般若町 - 桂駅東口は、特南1甲号系統が下津林大般若町 → 下桂 → 桂駅東口 → 桂高校前 → 下津林大般若町の順で一方循環、特南1乙号系統はその逆回りであった。
- 1990年5月：中久世 - 上久世町 - 久世七本松を、中久世 - 中久世一丁目 - 久世七本松に変更する。
- 1993年6月：特南1号系統の久世殿城町 - 竹田駅西口を久世殿城町 - 久世工業団地前に、桂駅東口 - 下津林大般若町 - 久世七本松を桂駅東口 - 桂高校前（ - 川島六ノ坪町 - ）（ - 下津林大般若町 - ）久世七本松に変更する。起終点を変更する。
  -     - 特南1甲号系統は往路が桂駅東口 → 桂高校前 → 川島六ノ坪町 → 久世七本松 → 久世工業団地前、復路が久世工業団地前 → 久世七本松 → 下津林大般若町 → 桂高校前 → 桂駅東口という経路、特南1乙号系統は往路が桂駅東口 → 桂高校前 → 下津林大般若町 → 久世七本松 → 久世工業団地前、復路が久世工業団地前 → 久世七本松 → 川島六ノ坪町 → 桂高校前 → 桂駅東口という経路であり、出入庫便（出庫は甲のみ）として、桂高校前 - 下津林大般若町 - 下桂 - 桂駅東口間の営業運転を開始した。
- 2003年3月：特南1甲号系統の復路、特南1乙号系統の往路を廃止し、甲乙を統合する。桂駅東口 - 川島六ノ坪町 - 久世七本松 - 中久世 - 久世工業団地となる。桂高校前 - 下津林大般若町 - 下桂 - 桂駅東口間の出入庫便営業運転は継続。
- 2008年10月：特南1号系統の高田町 - 久世七本松を、高田町 - JR桂川駅前 - 久世七本松に変更する。

## 撤退路線

### 69号系統
現在は横大路営業所（阪急バス委託）による運行

### 80号系統
現在は梅津営業所による運行

### 急行104号系統
経路
- 急行104号：梅小路公園・京都鉄道博物館前 - 七条大宮・京都水族館前 - 京都駅前 - 四条河原町 - 河原町三条（ → 京都市役所前 → ／ ← ）三条京阪前

沿革
- 2014年3月22日：四条河原町ショッピングライナーを新設する。新設時の経路は、京都駅前 - 四条河原町 - 河原町三条（ → 京都市役所前 → ／ ← ）三条京阪前であり、京都駅前 - 四条河原町間は直行運転。
- 2016年3月19日：梅小路公園・京都鉄道博物館前 - 七条大宮・京都水族館前 - 京都駅前を延長する。平日の定期運転を開始し、急行104号系統に系統番号を変更する。
- 2020年3月20日：廃止する。

停留所およびダイヤ
前述の経路に記載の停留所のみ停車する。平日日中は60分間隔、土曜日・休日の日中は15分間隔で運転される。一部便は京都駅前～三条京阪前の運行。

## 車両
1981年5月以降、シャーシは一部の例外（醍醐営業所廃止で余剰となった日野自動車製中型バス）を除き三菱自動車（現三菱ふそうトラック・バス）製に統一してきたが、近年では一般競争入札の実施により、国産4メーカーの車両が新製配置されている。
洛西営業所では、昔から特殊車両の配属が多い。
- 1979年5月の開設時に、環境問題を考慮し、三菱自動車製の電気バスを6台投入した。しかし、坂が多いこと、冷房化が困難であったことから、1987年には廃車となっている。
- 1989年11月に、京都市営バスでは初めて12mクラスのバスを投入した。このバスは、朝ラッシュ時の乗車時間短縮を考慮し、中扉の両折戸とした。また広窓を初めて採用した。このタイプの車両は、1991年まで三菱自動車（車体は西日本車体工業製）にて6台製造したが、2006年3月までに全車廃車となっている。

2015年現在、洛西営業所には以下の低公害バスが所属している。
- 三菱ふそうKL-MP37JK改（2005、2006年製、ノンステップ、天然ガスバス）：5台
- 日野LJG-HU8JMGP（2012、2013、2015年製、ノンステップ、電気式ハイブリッドバス）：18台

## 備考
- 桂・洛西地区ではスルッとKANSAIが導入されるまで、京都観光1日（2日）乗車券が使用できなかった。